# 久保瑛史
久保 瑛史（くぼ えいじ、2007年9月2日 - ）は、日本のサッカー選手。レアル・ソシエダ フベニールB所属。ポジションはミッドフィールダー (ボランチ)。神奈川県川崎市麻生区出身。サッカー選手の久保建英は実の兄。

## 家族
父・母・兄・弟の4人家族で、久保建英と弟・久保瑛史は、父・久保建史の名前の漢字をそれぞれ一文字ずつ取って、名付けられている。

## クラブ経歴
久保瑛史は兄・久保建英とバルセロナの下部組織退団とともにスペインから帰国し、横浜F・マリノスの下部組織でプレー。レアル・マドリード下部組織の練習に参加していたこともあり、レアル・マドリード移籍の可能性を報じていたが、同選手は2022年8月23日の時点でレアル・ソシエダ下部組織入団テストを兼ねたトレーニングに参加していると伝えられ、8月27日に加入が決まった。
2023年1月21日に行われたリーグ戦にアンカーとして先発出場し、後半31分にGKの手を弾く強烈なシュートでニアサイドを打ち抜いた。これが決勝点となり、チームは2-1で勝利を収め、久保瑛史にとってはソシエダでの初得点となった
2023年11月にはナショナルリーグのフベニールBへ昇格した。

## 人物・エピソード
- 瑛史は右利きで建英とも異なるプレースタイルを持つとされたが、「ゲームに対する素晴らしいビジョンを持っており、優れたボールタッチと展開力を持っている」と称賛されている[9]。

## 所属クラブ

### ユース経歴
- 2017年-2018年  横浜F・マリノスプライマリー
- 2019年-2022年  横浜F・マリノス U-15ジュニアユース
- 2022年-2023年  レアル・ソシエダユース
- 2023年-  レアル・ソシエダ フベニールB